# Lijst van voetbalinterlands Australië - Vietnam (vrouwen)
Deze lijst van voetbalinterlands is een overzicht van alle officiële voetbalinterlands tussen de nationale vrouwenteams van Australië en Vietnam. De landen hebben tot nu toe negen keer tegen elkaar gespeeld.

## Wedstrijden
| № | Plaats          | Datum           | Competitie                          | Wedstrijd           | Uitslag |
| - | --------------- | --------------- | ----------------------------------- | ------------------- | ------- |
| 1 | Ho Chi Minhstad | 20 oktober 2008 | Vriendschappelijk                   | Vietnam − Australië | 0 − 1   |
| 2 | Chengdu         | 19 mei 2010     | Aziatisch kampioenschap 2010        | Australië − Vietnam | 2 − 0   |
| 3 | Ho Chi Minhstad | 18 mei 2014     | Aziatisch kampioenschap 2014        | Vietnam − Australië | 0 − 2   |
| 4 | Park Lea        | 19 mei 2015     | Vriendschappelijk                   | Australië − Vietnam | 4 − 0   |
| 5 | Kogarah         | 21 mei 2015     | Vriendschappelijk                   | Australië − Vietnam | 11 − 0  |
| 6 | Osaka           | 2 maart 2016    | Olympische Spelen 2016 kwalificatie | Australië − Vietnam | 9 − 0   |
| 7 | Amman           | 10 april 2018   | Aziatisch kampioenschap 2018        | Vietnam − Australië | 0 − 8   |
| 8 | Newcastle       | 6 maart 2020    | Olympische Spelen 2020 kwalificatie | Australië − Vietnam | 5 − 0   |
| 9 | Cẩm Phả         | 11 maart 2020   | Olympische Spelen 2020 kwalificatie | Vietnam − Australië | 1 − 2   |

## Samenvatting
| Competitie                     | Totaal gespeeld | Winst Australië | Gelijk | Winst Vietnam | Doelsaldo Australië – Vietnam |
| ------------------------------ | --------------- | --------------- | ------ | ------------- | ----------------------------- |
| Olympische Spelen kwalificatie | 3               | 3               | 0      | 0             | 16 − 1                        |
| Aziatisch kampioenschap        | 3               | 3               | 0      | 0             | 12 − 0                        |
| Vriendschappelijk              | 3               | 3               | 0      | 0             | 16 − 0                        |
| Totaal                         | 9               | 9               | 0      | 0             | 44 − 1                        |